# Roberto II d'Artois

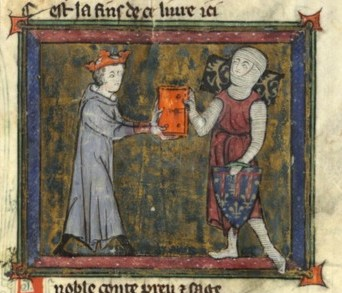
Roberto II d'Artois

Roberto II d'Artois (Mansura, 1250 – Courtrai, 11 luglio 1302), figlio postumo di Roberto I e di Matilde di Brabante, divenne il nuovo conte di Artois direttamente alla nascita.

## Biografia
Prese parte alla crociata di Tunisi nel 1270 e si dimostrò un feroce combattente, volendo vendicare suo padre che era stato ucciso nella precedente crociata, pochi giorni prima della sua nascita.
Sua sorella Bianca d'Artois aveva sposato Enrico I di Navarra, che morì nel 1274 lasciando una figlia di tre anni, la futura Giovanna I di Navarra. Al fine di sfuggire alle lotte per il potere e la reggenza, Bianca si rifugiò allora in Francia. Il re Filippo III affidò a suo cugino Roberto d'Artois il compito di ristabilire la pace nel paese confinante. Roberto allora assediò e conquistò Pamplona, ristabilendo l'autorità della regina.
In seguito ai Vespri Siciliani (1282) Roberto d'Artois si recò in Italia, per soccorrere suo zio Carlo I d'Angiò. Alla morte di quest'ultimo fu nominato reggente del Regno di Napoli, poiché il successore Carlo II si trovava ancora prigioniero di Pietro III, re di Aragona: tenne la carica fino al rilascio di Carlo, che aveva nel frattempo concluso un accordo con il re di Aragona (1289); Roberto si trattenne ancora nel Regno di Napoli almeno fino al 1291, probabilmente con un incarico a corte, e poi fece ritorno in Francia.
Il re Filippo IV lo inviò nel 1296 in guerra contro gli Inglesi, prima in Guienna, poi nelle Fiandre. Roberto batté i Fiamminghi il 13 agosto 1297 nella battaglia di Furnes, ma suo figlio Filippo, che combatteva al suo fianco, fu gravemente ferito e morì l'anno dopo. Roberto stesso cadde l'11 luglio 1302 nella battaglia di Courtrai.
Intorno alla sua successione si aprì una disputa tra sua figlia Mahaut d'Artois e suo nipote Roberto III, figlio di Filippo, del quale contestò con successo la legittimità, ottenendo infine la conferma dei suoi diritti sulla Contea di Artois.

## Matrimoni e figli
Roberto II sposò nel 1262 in prime nozze Amicie de Courtenay (1250-1275), figlia di Pierre de Courtenay, signore di Conches-en-Ouche e Mehun-sur-Yèvre, e di Perrenelle de Joigny, figlia di Gaucher de Joigny. I loro figli furono:
- Mahaut (1268-1329)
- Filippo (1269-1298)
- Roberto (1271-1272).

In seconde nozze sposò poi nel 1277 Agnese di Borbone-Dampierre (1237-1288), figlia di Arcimbaldo IX, signore di Borbone, e di Iolanda di Châtillon, contessa di Nevers.

Infine, in terze nozze sposò Margherita d'Avesnes (†1342), figlia di Giovanni II, conte d'Olanda e di Hainaut e di Filippa di Lussemburgo.

## Ascendenza
|                       |                      |                           | Genitori                 |  |  | Nonni |  |  | Bisnonni              |  |  | Trisnonni            |  |
|                       |                      |                           |                          |  |  |       |  |  | Filippo II di Francia |  |  | Luigi VII di Francia |  |
|                       |                      |                           |                          |  |  |       |  |  | Filippo II di Francia |  |  | Luigi VII di Francia |  |
|                       |                      | Adèle di Champagne        |                          |  |  |       |  |  | Filippo II di Francia |  |  |                      |  |
| Luigi VIII di Francia |                      |                           |                          |  |  |       |  |  | Filippo II di Francia |  |  |                      |  |
|                       |                      | Isabella di Hainaut       | Baldovino V di Hainaut   |  |  |       |  |  |                       |  |  |                      |  |
|                       |                      | Isabella di Hainaut       | Baldovino V di Hainaut   |  |  |       |  |  |                       |  |  |                      |  |
|                       |                      | Isabella di Hainaut       | Margherita I di Fiandra  |  |  |       |  |  |                       |  |  |                      |  |
| Roberto I d'Artois    |                      | Isabella di Hainaut       |                          |  |  |       |  |  |                       |  |  |                      |  |
|                       |                      | Alfonso VIII di Castiglia | Sancho III di Castiglia  |  |  |       |  |  |                       |  |  |                      |  |
|                       |                      | Alfonso VIII di Castiglia | Sancho III di Castiglia  |  |  |       |  |  |                       |  |  |                      |  |
|                       |                      | Alfonso VIII di Castiglia | Bianca Garcés di Navarra |  |  |       |  |  |                       |  |  |                      |  |
| Bianca di Castiglia   |                      | Alfonso VIII di Castiglia |                          |  |  |       |  |  |                       |  |  |                      |  |
|                       |                      | Eleonora d'Inghilterra    | Enrico II d'Inghilterra  |  |  |       |  |  |                       |  |  |                      |  |
|                       |                      | Eleonora d'Inghilterra    | Enrico II d'Inghilterra  |  |  |       |  |  |                       |  |  |                      |  |
|                       |                      | Eleonora d'Inghilterra    | Eleonora d'Aquitania     |  |  |       |  |  |                       |  |  |                      |  |
| Roberto II d'Artois   |                      | Eleonora d'Inghilterra    |                          |  |  |       |  |  |                       |  |  |                      |  |
|                       | Enrico I di Brabante | Goffredo III di Lovanio   |                          |  |  |       |  |  |                       |  |  |                      |  |
|                       | Enrico I di Brabante | Goffredo III di Lovanio   |                          |  |  |       |  |  |                       |  |  |                      |  |
|                       | Enrico I di Brabante | Margherita di Limburgo    |                          |  |  |       |  |  |                       |  |  |                      |  |
| Enrico II di Brabante | Enrico I di Brabante |                           |                          |  |  |       |  |  |                       |  |  |                      |  |
|                       |                      | Matilde di Boulogne       | Matteo di Lorena         |  |  |       |  |  |                       |  |  |                      |  |
|                       |                      | Matilde di Boulogne       | Matteo di Lorena         |  |  |       |  |  |                       |  |  |                      |  |
|                       |                      | Matilde di Boulogne       | Maria di Boulogne        |  |  |       |  |  |                       |  |  |                      |  |
| Matilde di Brabante   |                      | Matilde di Boulogne       |                          |  |  |       |  |  |                       |  |  |                      |  |
|                       |                      | Filippo di Svevia         | Federico Barbarossa      |  |  |       |  |  |                       |  |  |                      |  |
|                       |                      | Filippo di Svevia         | Federico Barbarossa      |  |  |       |  |  |                       |  |  |                      |  |
|                       |                      | Filippo di Svevia         | Beatrice di Borgogna     |  |  |       |  |  |                       |  |  |                      |  |
| Maria di Svevia       |                      | Filippo di Svevia         |                          |  |  |       |  |  |                       |  |  |                      |  |
|                       |                      | Irene Angela              | Isacco II Angelo         |  |  |       |  |  |                       |  |  |                      |  |
|                       |                      | Irene Angela              | Isacco II Angelo         |  |  |       |  |  |                       |  |  |                      |  |
|                       |                      | Irene Angela              | Irene Paleologína        |  |  |       |  |  |                       |  |  |                      |  |
|                       |                      | Irene Angela              |                          |  |  |       |  |  |                       |  |  |                      |  |